# 蘇丹阿末沙清真寺

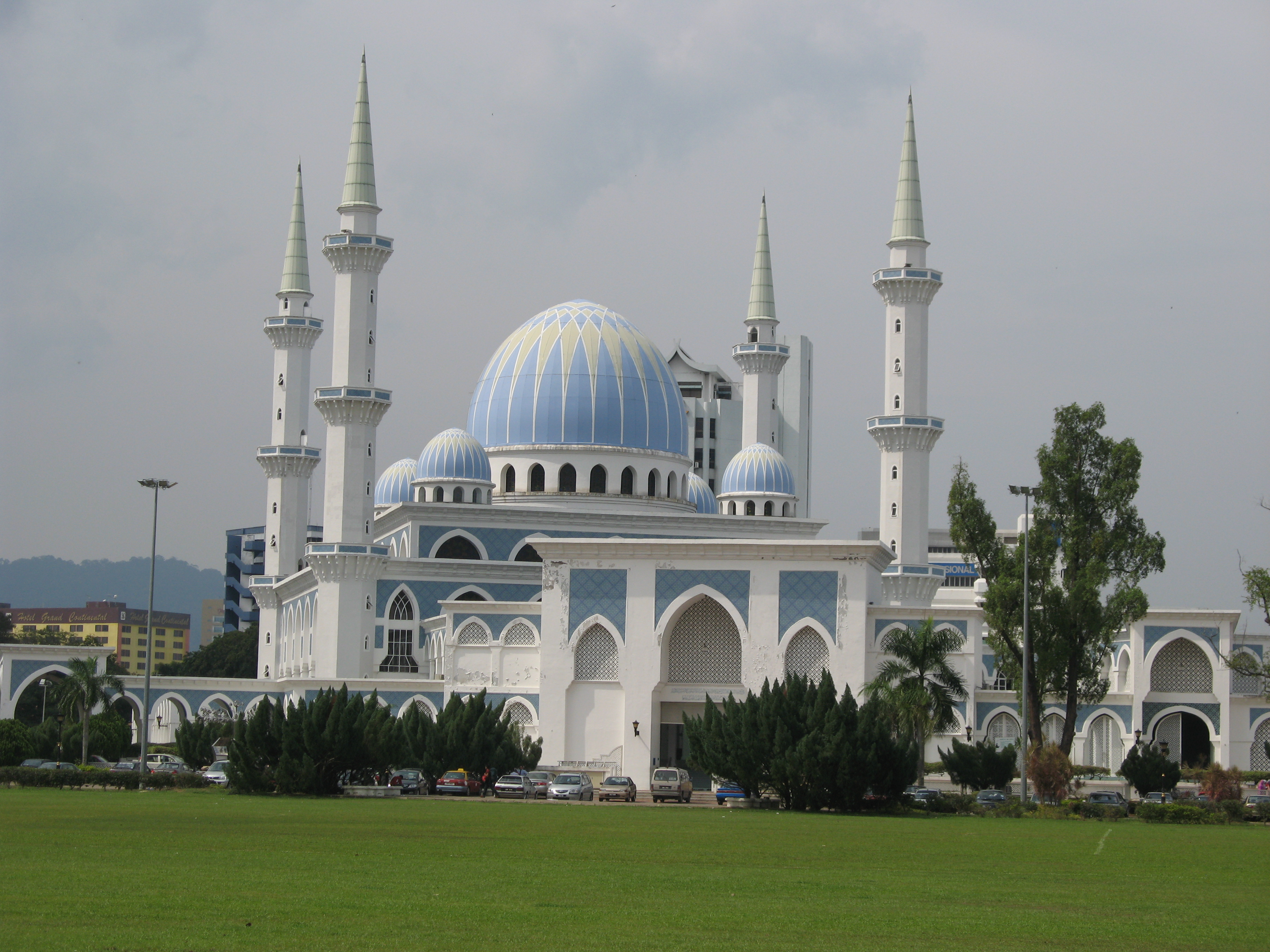
蘇丹阿末沙清真寺

蘇丹阿末沙清真寺是馬來西亞彭亨州州府關丹的一所清真寺，也是彭亨州的州立清真寺。
清真寺以彭亨苏丹阿末沙命名，1993年落成，耗資2,070萬令吉。有五個圓頂、四座宣禮塔。可以容納8,000人聚禮。